# Pansy Division
I Pansy Division sono un gruppo queercore, nato nel 1992 in California. Il gruppo risulta essere tra i più grandi esponenti del queercore, movimento principalmente musicale, a difesa e sostegno degli omosessuali.
Molti brani del gruppo trattano vari aspetti della vita omosessuale, specialmente sessuale, e spesso ironica. La band portò il queercore alla luce, quando vennero scelti dai Green Day come gruppo spalla per un loro tour negli Stati Uniti. Furono inoltre tra le prime punk band queercore ad aver avuto la possibilità di esibirsi dal vivo.

## Formazione
- Chris Freeman - voce, basso
- Jon Ginoli - chitarra, voce
- Joel Reader - chitarra
- Luis Illades - batteria

## Discografia

### Album
- Undressed, Lookout! Records (1993)
- Deflowered, Lookout! Records (1994)
- Wish I'd Taken Pictures, Lookout! Records (1996)
- Absurd Pop Song Romance, Lookout! Records (1998)
- Total Entertainment!, Alternative Tentacles (2003)
- That's So Gay, Alternative Tentacles (2009)
- Quite Contrary, Alternative Tentacles (2016)

### Raccolte
- Pile Up, Lookout! Records (1995)
- More Lovin' From Our Oven, Lookout! Records (1997)
- The Essential Pansy Division, Alternative Tentacles (2006)
- Lost Gems & Rare Tracks, Alternative Tentacles (2010)

### Singoli
- "Fem In A Black Leather Jacket" b/w "Homo Christmas" & "Smells Like Queer Spirit"; Lookout! Records (1992)
- "Bill & Ted's Homosexual Adventure" b/w "Big Bottom"; Outpunk Records (1993)
- "Touch My Joe Camel" b/w "Homosapien" & "Trash"; Lookout! Records (1993) (arte di Anonymous Boy)
- The Nine Inch Males EP; Lookout! Records (1993)
- "Cowboys Are Frequently, Secretly Fond Of Each Other" su Stop Homophobia 7" compilation con Fagbash, Happy Flowers, Black Angel's Death Song; Turkey Baster Records (1994)
- "Jack U Off" b/w "Strip U Down"; Empty Records (1994)
- "Jackson" (con Calvin Johnson) b/w "I Really Wanted You"; K Records (1994)
- "James Bondage" b/w "Real Men", "Flower" & "Denny (Naked)"; Lookout! Records (1995)
- "Valentine's Day" b/w "He Could Be The One" & "Pretty Boy (What's Your Name?)"; Lookout! Records (1995)
- For Those About To Suck Cock... We Salute You; Lookout! Records (1996)
- Gay Pride 7" Split EP with Chumbawumba e Spdfgh; Rugger Bugger Records (1995)
- Scutter Fanzine presents Tummy Shaking Double 7" split EP con Bis, Sourtooth, Ozma; Scutter Records (1998)
- Dirty Queers Don't Come Cheap 7" Split EP con Skinjobs; Mint Records (2004)

### Compilation
- "Bunnies" su Stars Kill Rock; Kill Rock Stars (1993)
- " I Can't Sleep" su Outpunk Dance Party CD, Outpunk Records (1994)
- "Homo Christmas" su Punk Rock Xmas, Rhino Records (1995)
- "Ring of Joy" su A Slice Of Lemon; Kill Rock Stars (1995)
- "Expiration Date" su Milkshake - A CD to Benefit the Harvey Milk Institute; timmi-kat ReCoRDS (1998)
- "I Can Make You A Man" su The Rocky Horror Punk Rock Show; Springman Records (2004)